# András Schäfer
András Schäfer, född 13 april 1999, är en ungersk fotbollsspelare som spelar för Dunajská Streda i Slovakiska superligan. Han representerar även det ungerska landslaget.